# Aeschynanthus tirapensis
Aeschynanthus tirapensis là một loài thực vật có hoa trong họ Tai voi. Loài này được Bhattacharyya mô tả khoa học đầu tiên năm 1993.